# Europäisches Institut für Klima und Energie
Das Europäische Institut für Klima & Energie e. V. (EIKE e. V.) ist seit 2007 ein eingetragener Verein, der den wissenschaftlichen Konsens über die menschengemachte globale Erwärmung leugnet. Der Verein sieht seine Aufgabe darin, „Klima- und Energiefakten ideologiefrei darzustellen, Kongresse auszurichten und Veröffentlichungen zur Klimaforschung zu verbreiten“. Entgegen seinem Namen ist das Europäische Institut für Klima und Energie (EIKE) kein wissenschaftliches Institut, sondern wird als Lobbyorganisation bezeichnet. Stimmen aus Wissenschaft und Presse beschreiben den Verein als Zentrum der politisch aktiven und organisierten Klimaleugnerszene in Deutschland. Sein Ziel sei es, den systematischen Angriff auf die Befunde der Klimawissenschaft zu betreiben.
EIKE ist unter anderem durch das Committee for a Constructive Tomorrow mit dem Lobbyismus für die Klimawandelleugnung in den USA verbunden. EIKE wird vorgeworfen, Wissenschaftlichkeit vorzutäuschen, gezielt Desinformation zu verbreiten und Einfluss auf Parteien zu nehmen. In der Öffentlichkeit bemüht sich EIKE um ein seriöses und wissenschaftsnahes Branding, unter anderem durch die Verwendung des in Deutschland nicht geschützten Begriffs „Institut“. Die verantwortlichen Personen sind keine Klimaforscher. Einige Publikationen von Vereinsmitgliedern erschienen in Raubjournalen, werden jedoch auf der Website als peer-reviewed (also durch wissenschaftliche Qualitätssicherung geprüft) beworben. Der Verein legt seine Finanzierung oder der Einkünfte der Mitglieder nicht offen.
EIKE prägt inzwischen die Klimapolitik der Alternative für Deutschland (AfD). Mit Auftreten der COVID-19-Pandemie im Jahr 2020 begann EIKE auch, Zweifel an der Gefährlichkeit des Virus zu streuen.

## Struktur
Der Verein besteht organisatorisch aus einem Vorstand sowie einigen weiteren aktiven Mitgliedern.

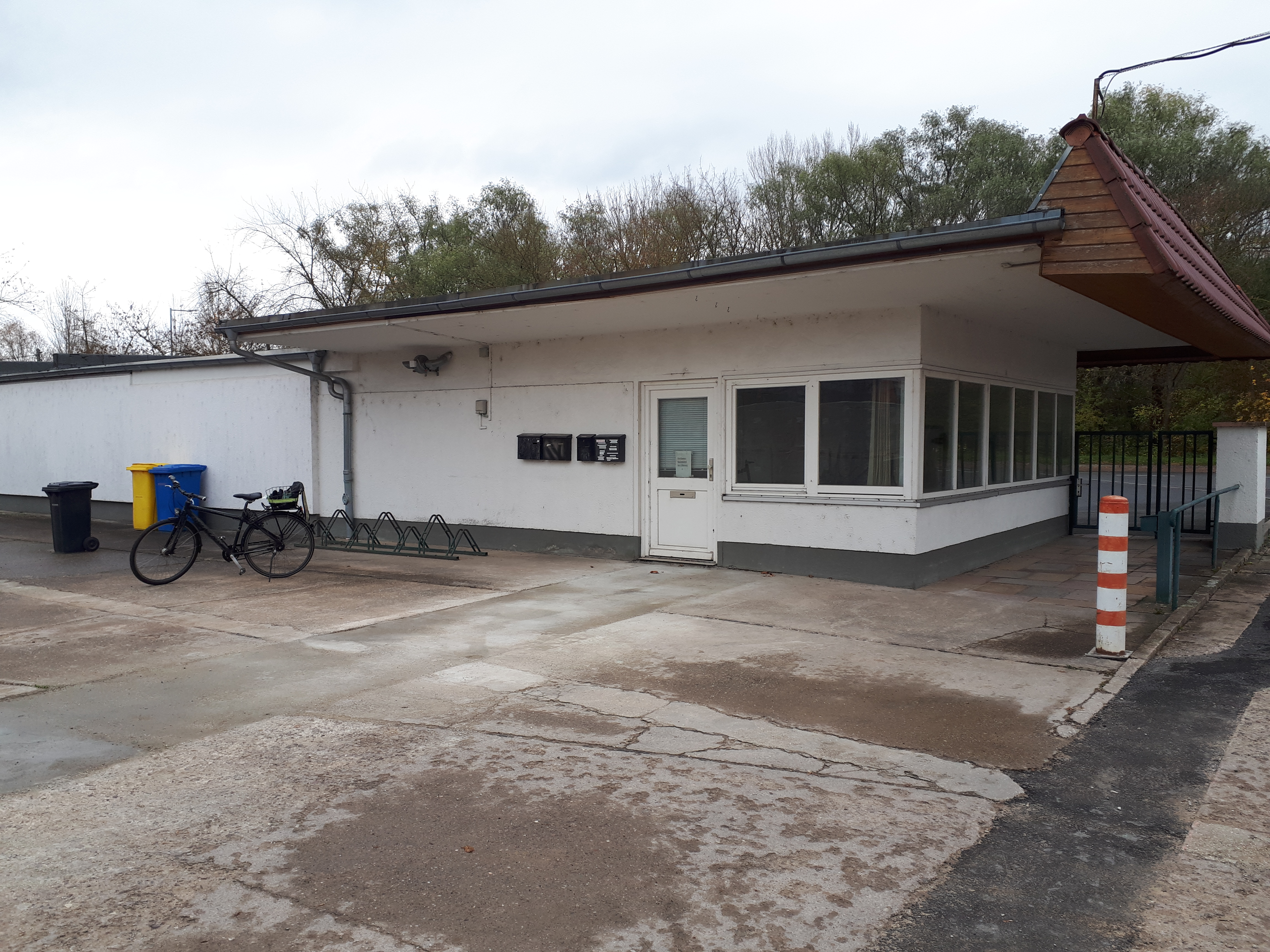
Sitz von EIKE: Jena, Wiesenstraße 110, Rückseite einer Bäckereiverkaufsstelle (2021)

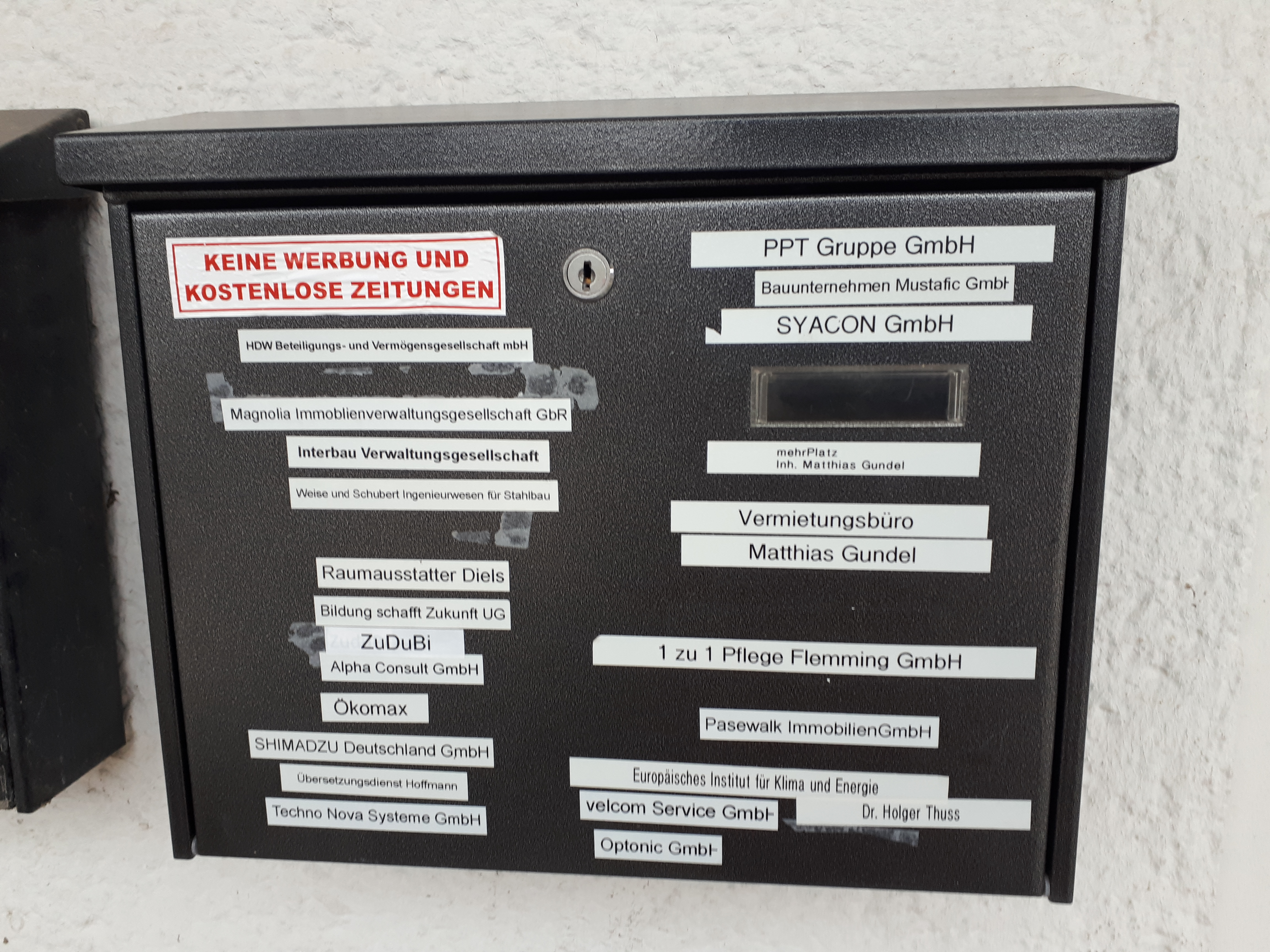
Briefkasten für rund 20 Firmen, darunter EIKE (rechts unten), Wiesenstraße 110 in Jena (2021)

### Gemeinnützigkeit
Gemäß den in der Satzung verankerten Zielen wurde der Verein ursprünglich als gemeinnützig anerkannt. Nach Angaben auf seiner Website entzog das Finanzamt Jena mit Datum vom 18. Februar 2022 EIKE jedoch die Gemeinnützigkeit bis auf weiteres. Grundlage für diesen Schritt war ein Gutachten, das sich unter anderem auf eine Untersuchung des Wissenschaftlichen Dienstes des Deutschen Bundestages stützt.

### Vorstand
Vorsitzender ist der Historiker Holger Thuß (* 1969), der den Verein im Jahr 2007 in Hannover gründete. Stellvertretender Vorsitzender ist der Elektroingenieur Michael Limburg (* 1940).

### Sitz
Als „Geschäftsstelle“ gibt der Verein eine Adresse in Jena an. Nach der Gründung durch Holger Thuß 2007 in Hannover war der Verein zunächst auf die Privatadresse von Thuß in Jena eingetragen. Der Verein verfügte nach Angaben der Süddeutschen Zeitung im Jahr 2010 und der Zeit im Jahr 2012 nicht über ein Büro. Laut einem Bento-Bericht im März 2017 gab es ein Büro in Jena, das 800 Euro Miete kostete und in dem zwei Praktikanten beschäftigt waren. Hingegen sagte der Fernsehmoderator und Astrophysiker Harald Lesch im April 2017, er habe bei dem Versuch, mit dem Verein Kontakt aufzunehmen, an dem Sitz nur einen Briefkasten vorgefunden. Der Vorsitzende des Vereins dementierte dies im Februar 2018.

### Mitglieder
Die Anzahl der Mitglieder gab der Vereinsvorsitzende 2017 mit rund 50 an, sie seien überwiegend „Naturwissenschaftler und Rentner“. Der Beobachter Sebastian Haupt beschrieb die Mitglieder 2020 als „nur zu einem Teil […] Wissenschaftler, viele sind Politiker oder Wirtschaftsvertreter“.

### Beirat
EIKE e. V. benennt auf seiner Website Mitglieder eines „Fachbeirats“. „Führende Wissenschaftler“ trügen „entscheidend“ dazu bei, „dass sich die Bildungsinhalte von EIKE stets an den neuesten wissenschaftlichen Erkenntnissen orientieren“.
Pressesprecher und Beiratsmitglied Horst-Joachim Lüdecke (* 1943, Physiker für Strömungsmechanik, Hochschule für Technik und Wirtschaft des Saarlandes) wurde im Jahr 2010 mit dem Satz zitiert: „Wir brauchen keine Klimaforscher.“ Es gebe keinen wissenschaftlichen Beweis dafür, dass CO2 die Atmosphäre aufheize. Deshalb ist es laut Lüdecke auch legitim, dass im Beirat u. a. auch ein Materialforscher, ein Radiologe und ein Elektronikspezialist saßen.
Im Dezember 2020 bestand der Beirat neben Lüdecke aus Helmut Alt, Richard S. Courtney, Friedrich-Karl Ewert, Edgar Ludwig Gärtner (* 1949), Hans Jelbring, Hans H.J. Labohm (* 1941) und Horst Malberg.
Frühere Mitglieder waren u. a. Dieter Ameling (1941–2020), Klaus Landfried (1941–2014), Gernot Patzelt (* 1939), Ian Plimer (* 1946), Christopher Monckton (* 1952) und Gerhard Hosemann (1922–2016).

### Finanzierung
Der Verein legt seine Finanzierung oder die Vereinsarbeit nicht offen. EIKE e. V. erhält nach eigenen Angaben selbst kein Geld von Konzernen und gibt an, sich ausschließlich durch private Kleinspender und die eigenen Mitglieder zu finanzieren. CFACT Europe ist jedoch als juristische Person auch ein Gründungsmitglied von EIKE e. V.
Laut James Taylor vom Heartland Institute, das Zahlungen an EIKE leistet und zu dem gemäß EIKE „gute Beziehungen“ bestehen, verfügt EIKE über ein Budget von ca. 200.000 Euro. Gefragt nach dem Budget erklärte EIKE, dass das „Spendenaufkommen“ pro Jahr „deutlich unter der genannten Summe“ liege. Insgesamt habe der Verein „fast nur Klein- und Kleinstspender“.

## Grundsätze des Vereins
EIKE bezeichnet sich selbst als „Zusammenschluss einer wachsenden Zahl von Natur, Geistes- und Wirtschaftswissenschaftlern, Ingenieuren, Publizisten und Politikern, die die Behauptung eines ‚menschengemachten Klimawandels‘ als naturwissenschaftlich nicht begründbar und daher als Schwindel gegenüber der Bevölkerung ansehen“. Der Verein lehnt jede Klimapolitik ab: Sie sei ein „Vorwand“, die „Wirtschaft und Bevölkerung zu bevormunden und das Volk durch Abgaben zu belasten“. EIKE betrachtet sich selbst als „eine Plattform für die Diskussion und Publikation wissenschaftlicher Erkenntnisse“, die unter anderem „Gutachten im eigenen und fremden Auftrag“ erstellt, „an der Bildung und Aufklärung der Bevölkerung“ mitwirkt und „die Gründung politischer Initiativen durch die Bereitstellung wissenschaftlicher Expertise“ unterstützt. Die Mitglieder leisten die Arbeit für EIKE gemäß Selbstdarstellung „ausschließlich im Sinne einer unabhängigen, neutralen Wahrheitsfindung“. Dabei sei „[j]ede Art von Beeinflussung“ von „Wirtschaftsorganisationen oder von entsprechenden Lobbyverbänden […] grundsätzlich ausgeschlossen“. Auch nachdem der Weltklimarat IPCC in seinem 2021 erschienenen Sechsten Sachstandsbericht festgehalten hatte, dass der Klimawandel zweifelsfrei menschengemacht ist und schneller und folgenschwerer ablaufe als angenommen, erklärte EIKE-Vorsitzender Holger Thuß weiterhin, es gebe „bisher keinen wissenschaftlichen Nachweis für den ‚menschengemachten Klimawandel‘“.
Entgegen der Selbstdarstellung des Vereins handelt es sich bei EIKE um eine Organisation von Klimawandelleugnern, die den wissenschaftlichen Konsens bezüglich der menschengemachten globalen Erwärmung ablehnen. Der auf der Internetpräsenz des Vereins angegebene Leitspruch lautet „Nicht das Klima ist bedroht, sondern unsere Freiheit! Umweltschutz: Ja! Klimaschutz: Nein.“ Die Webpräsenz weist EIKE durch eine Vielzahl entsprechender Artikel als Kernenergie-Befürworter aus. Im Grundsatzpapier wird ein Ende der „Kernenergie-Diskriminierung“ gefordert.
Die Mitglieder bezeichnen sich selbst als „Klimarealisten“ oder „Klimaskeptiker“ und bestreiten in der politischen Klimakontroverse den menschengemachten Klimawandel bzw. halten dessen Folgen für nichtexistent, nicht relevant oder positiv.

## Verbindungen zu anderen Organisationen
EIKE arbeitet eng mit verschiedenen Klimaleugnerorganisationen zusammen und gilt als gut vernetzt in der internationalen Klimaleugnerszene. Es bestehen unter anderem enge Verbindungen zu bedeutenden US-Klimawandelleugnern, insbesondere zu CFACT und dem Heartland Institute.
Darüber hinaus existieren erhebliche inhaltliche und personelle Verbindungen zur AfD und der Windkraftgegnerorganisation Vernunftkraft, die von EIKE auch Unterstützung erhält.

### CFACT
EIKE-Gründer Thuß ist auch Gründer und Vorsitzender von CFACT Europe, einem europäischen Ableger der Klimawandelleugnerorganisation CFACT. CFACT gilt als eine der wichtigsten Organisationen der organisierten Klimaleugnerbewegung weltweit mit Sitz in den USA. Thuß arbeitete bereits vor der Gründung von EIKE e. V. für CFACT und brachte von dort nach eigenen Angaben die Idee für EIKE e. V. mit. EIKE, CFACT Europe und der von Thuß betriebene TvR Medienverlag teilen sich das gleiche Postfach in Jena. Der Vizepräsident, Michael Limburg, ist zudem Mitglied im „Expertengremium“ von CFACT Europe.
CFACT und CFACT Europe werden durch Konzerne finanziert. Zwischen 1998 und 2007 erhielt CFACT Spenden von der ExxonMobil Foundation und vom Ölkonzern ExxonMobil in Höhe von insgesamt 582.000 US-Dollar. Nach Angaben der Süddeutschen Zeitung gehörte das CFACT 2008 mit fast 600.000 Dollar zu den größten Spendenempfängern des Ölkonzerns ExxonMobil. Nach einem Reuters-Artikel aus dem Jahr 2008 hatte der Konzern angekündigt, das CFACT ab diesem Jahr nicht mehr zu finanzieren, tatsächlich gab der Konzern jedoch im Zeitraum 2008 bis 2015 mindestens weitere 6,5 Millionen Dollar für die Förderung von verschiedenen Klimaleugnerorganisationen aus. CFACT erhält ebenfalls einen großen Teil seiner Finanzierung durch den Donors Trust. Der Trust soll möglichst anonym klimaskeptische Organisationen in der ganzen Welt unterstützen. Der Donors Trust wird unter anderem von Koch Industries finanziert.
Der Pressesprecher des Vereins Horst-Joachim Lüdecke behauptete im Jahr 2018 in einem Interview mit dem ARD-Magazin Monitor, CFACT, CFACT-Europe und das Heartland Institute nicht zu kennen. In einer Publikation Lüdeckes wird jedoch eine E-Mail-Adresse von CFACT Europe als Kontaktadresse angegeben. Holger Thuß wollte sich auf eine schriftliche Anfrage zu den Kontakten und Verbindungen zwischen den Organisationen nicht einlassen.

### Heartland Institute
Der Verein unterhält enge Beziehungen zum Heartland Institute, mit dem es auch gemeinsame Konferenzen veranstaltet. Zudem unterstützt das Heartland-Institute EIKE bei der Ausrichtung von eigenen Konferenzen und listet den EIKE-Gründer Holger Thuß auf seiner Website als Umweltexperten. Wolfgang Müller von EIKE nannte das Heartland Institute ein Vorbild in seinem Kampf gegen den „Klima-Irrsinn“, während Spiegel Online die Organisation als eine Art „großer Bruder“ von EIKE darstellte. In der Forschung wird es als konservative Denkfabrik beschrieben, die zu den zentralen Akteuren der organisierten Klimawandelleugnerszene zählt. Finanziert wird das Heartland Institute u. a. von ExxonMobil, zudem erhielt es von einem anonymen Spender 8,6 Millionen Dollar explizit für den Zweck, die Klimaforschung anzugreifen.
Im Zuge der UN-Klimakonferenz in Katowice 2018 luden das Heartland Institute und EIKE zu einem Vortrag, der zum Ziel hatte, über die Vorteile fossiler Energien und angebliche Lügen des Weltklimarats IPCC zu berichten. 2019 organisierten Heartland und EIKE im Zuge der Klimakonferenz von Madrid zusammen eine Konferenz namens „Climate Reality Forum“, die zum Ziel hatte, wie sich die Welt gegen „Klima-Alarmismus“ und „Klima-Wahn“ wehren könne. Dort sprach unter anderem auch die damals 19-jährige Naomi Seibt, eine deutsche Bloggerin und Youtuberin, die durch ihre scharf artikulierte Positionierung unter anderem gegen „Staatsmedien“, Abtreibung sowie Seenotrettung bekannt wurde und nun auch den Klimawandel leugnet.
James Taylor, Präsident des Heartland-Institutes, erklärte, er sehe EIKE als Gegenspieler zu Schulen und Medien. Diese würden die Köpfe der Menschen in Europa und Deutschland mit „einseitiger Propaganda fluten“. Während in den USA rund die Hälfte der Bevölkerung nicht an die Klimakrise glaube, sei es hier anders. „Ohne Gruppen wie EIKE wäre die Sache verloren.“

### Weitere Organisationen
Weitere personelle Verbindungen bestehen zur US-amerikanischen Klimaleugnerorganisation CO2 Coalition, die behauptet, dass ein hoher Kohlenstoffdioxidausstoß gut für die Erde sei. EIKE-Generalsekretär Wolfgang Müller war bis zum Jahr 2006 Mitarbeiter der Friedrich-Naumann-Stiftung, zu der aber laut dieser mit Stand 2020 kein Kontakt mehr besteht. Er ist verantwortlich für das CFACT Climate Change Programme und gleichzeitig im Vorstand des libertären Berlin Manhattan Instituts (heute Institut für Unternehmerische Freiheit). Zu diesem erklärte der dort im Vorstand sitzende Charles B. Blankart, EIKE und das Institut für unternehmerische Freiheit seien „fast das Gleiche“.
Zudem bestehen Verbindungen zum Wirtschaftsrat der CDU in Thüringen. Weitere Kontakte in die Unionsparteien gab es unter anderem über den damaligen Vorsitzenden des Vereins Werteunion, Alexander Mitsch, und den ehemaligen Verfassungsschutzchef Hans-Georg Maaßen, die sich beide im Jahr 2020 gemeinsam für EIKE interviewen ließen.
Bei der EIKE-Konferenz 2021 gab es eine Kooperation mit der neurechten Zeitung Junge Freiheit. So erhielt jeder Teilnehmer ein Exemplar der Zeitung und konnte darüber hinaus ein spezielles „EIKE-Abo“ abschließen, um sie über 12 Wochen zu einem reduzierten Preis zu erhalten.

### AfD
Es bestehen enge inhaltliche und personelle Verbindungen zwischen EIKE und der Alternative für Deutschland (AfD).
Michael Limburg trat der AfD bei und gestaltet dort (laut einer Darstellung auf der Website von EIKE e. V., Stand: Januar 2014) als stellvertretender Vorsitzender des Bundesfachausschusses Energie die Energie- und Klimapolitik der Partei mit. Zudem ist er mit einer Teilzeitstelle im Abgeordnetenbüro von Karsten Hilse (AfD) tätig, der der taz als „radikalster Leugner des menschengemachten Klimawandels“ im Bundestag gilt. In einem Interview im März 2017 sagte Limburg, dass er die Partei ehrenamtlich beraten habe. Die AfD nahm große Teile seiner Ansichten über die Klimatologie in ihr Programm auf. Bei der Bundestagswahl im Jahr 2017 kandidierte Limburg für die AfD Brandenburg auf Platz 10 der Landesliste für einen Sitz im Bundestag. 2018 wurde Limburg auch von der AfD-Fraktion des Landtages Brandenburg eingeladen, um als „Experte“ vor dem Landtag auszusagen. Dort erklärte Limburg u. a., es gebe keinerlei Beweise, „dass das menschgemachte CO2 auf irgendeine mysteriöse Weise die Temperatur der Atmosphäre dieses Planeten erwärmt“. Auf Einladung des AfD-Landesverbandes Thüringen hielt Michael Limburg im Jahr 2014 in Erfurt einen Vortrag mit dem Titel „Klimawandel & Energiewende – Wie mit Mythen Billionen verbrannt werden“.
Auch Horst-Joachim Lüdecke ist AfD-Mitglied und wurde vielfach von der AfD als Experte eingeladen. Unter anderem hielt er bereits im Jahr 2014 Vorträge bei der AfD in Mannheim, Bad Schönborn und Leutershausen.
Günter Keil, Autor der Schrift Die Energiewende ist bereits gescheitert, veröffentlicht bei EIKE e. V., trat ebenfalls der AfD bei und ist dort Mitglied der Bundesfachkommission Energie (Stand Juli 2013). Burkard Reimer, der gemeinsam mit Günter Keil und Michael Limburg ein „energiepolitisches Manifest“ bei EIKE e. V. veröffentlichte, trat ebenfalls der AfD bei und ist dort Mitglied im Bundesfachausschuss Energie.
Horst-Joachim Lüdecke, Friedrich-Karl Ewert, Helmut Kuntz, Klaus Dieter Humpich, Wolfgang Thüne (* 1943) und Fred F. Mueller veröffentlichen Artikel bei EIKE e. V. und dem von Sven von Storch herausgegebenen AfD-nahen Blog Die Freie Welt.
EIKE-Vizepräsident Michael Limburg bezeichnet EIKE hingegen als „CSU-Mittelstandsunions-nah“.

## Aktivitäten
EIKE betreibt ein Blog sowie einen Twitter-Account, auf dem laut Spiegel Online nahezu täglich Neuigkeiten gepostet werden, die vor allem aus vielen Fotomontagen und schrillen Schlagzeilen bestehen. Diese Beiträge werden anschließend oft auf Facebook in Gruppen geteilt und diskutiert und so verbreitet. Auf der Website erklärt EIKE, dass Klimapolitik ein Vorwand für Politiker sei, um Wirtschaft und Bevölkerung zu bevormunden und die Bevölkerung durch Steuern zu belasten. Zudem wird dort Hass unter anderem gegen die von Fridays for Future organisierten Demonstrationen und insbesondere Greta Thunberg geschürt. In einem EIKE-Beitrag hieß es, dass „(b)ekannte Klimaforscher der Alarmistenzunft wie Rahmstorf und Lesch […] hauptsächlich gute Politiker und Mediendarsteller“ seien. 2021 behauptete EIKE, dass die „Klima-Agenda […] nichts weiter als eine Maschine zum Gelddrucken für die Eliten“ sei.
Der Verein veranstaltet zudem seit seiner Gründung regelmäßige sogenannte „Klimakonferenzen“ (die exakten Bezeichnungen variieren, z. B. 2010: „Dritte Internationale Klima- und Energiekonferenz“). Die Konferenz im August 2008 mit dem Titel „Der Klimawandel – Ist der Mensch wirklich schuld und was sollte getan werden?“ wurde von Teilen der Berliner FDP um Henner Schmidt, Mieke Senftleben und Dietmar Ufer mitorganisiert. Die vierte Internationale Konferenz über Klima und Energie fand 2011 in München statt. Die achte Konferenz fand in Frankfurt im Oktober 2014 statt. Die Konferenzen werden gemeinsam von EIKE e. V., CFACT und CFACT Europe organisiert und finanziert. Auf der zehnten Konferenz im Jahre 2016 sprach der damalige CDU-MdB und EIKE-Fürsprecher Philipp Lengsfeld das Grußwort. 2021 traten unter anderem Fritz Vahrenholt und der Präsident des Heartland Institutes, James Taylor, auf, zudem war der AfD-Politiker Karsten Hilse vor Ort. Auf der Konferenz im November 2019 erhielt ein Team des WDR Hausverbot, ein Journalist wurde körperlich abgedrängt.
In diesem Rahmen sowie bei anderen Aktionen (Pressekampagnen, Petitionen) arbeitete EIKE u. a. mit Werner Kirstein (* 1946), Hans Labohm (* 1941), Benny Peiser (* 1957), Fred Singer (1924–2020), Henrik Svensmark (* 1958), Wolfgang Thüne, Nir Shaviv (* 1972), Jan Veizer (* 1941), Christopher Monckton (* 1952) und Marc Morano (* 1968) und dem von der Kerntechnischen Gesellschaft finanzierten Verein Bürger für Technik e. V. zusammen. Helmut Alt, Mitglied des EIKE-Fachbeirats, gehört zu den aktivsten Mitarbeitern der Bürger für Technik im Engagement gegen Energiewende und erneuerbare Energien sowie für Atomenergie. Weiters gab es eine Zusammenarbeit mit einem Teil der ehemaligen FDP-Bundestagsfraktion um Paul Friedhoff, dem „Liberalen Institut“ der FDP-nahen Friedrich-Naumann-Stiftung für die Freiheit und dem libertären Berlin Manhattan Institut.
Mitglieder von EIKE traten ebenfalls als Unterzeichner einer von der niederländischen Klimaleugnerorganisation CLINTEL initiierten internationalen Petition mit dem Titel „There is no climate emergency“ aus dem Jahr 2019 auf. Die Unterzeichner der Petition stammen aus der internationalen Klimaleugner-Szene, der Öl- und Gas-Industrie. Das Dokument wurde umgehend als unwissenschaftlich eingestuft.
Nach dem Ausbruch der COVID-19-Pandemie begann EIKE wie viele andere Klimaleugner auch zu diesem Thema zu schreiben und Verschwörungstheorien zu diesem Thema zu verbreiten. So finden sich Bernhard Pötter zufolge seither bei EIKE auch „viele Einträge, die die Corona-Politik mit teilweise wirren Verschwörungstheorien als falsch, unwissenschaftlich und gefährlich hinstellen.“ Der Grund, warum Klimaleugner häufig sowohl Klimaschutz als auch Schutz vor dem Corona-Virus ablehnen, ist gemäß Bob Ward, der zu Wissenschaftsleugnung forscht, dass diese eine Weltanschauung verträten, bei der „Einfluss der Regierungen auf das Leben der Menschen“ generell abgelehnt werde. Auch das Recherchezentrum Correctiv hielt im Mai 2020 fest, dass EIKE „seit Wochen die Skepsis gegenüber der Gefährlichkeit des Covid19-Virus“ befeuere und zu zeigen versuche „wie ‚närrisch‘ die politische Reaktion auf das Corona-Virus“ ausgefallen sei. Gemeinsames Narrativ sei hierbei, dass staatliche Regulierung die persönliche Freiheit bedrohe, eine Erzählung, die (auch) Klimaleugner und Marktradikale verbinde. Laut den Journalistinnen Susanne Götze und Annika Joeres ist der Umstand, dass bei EIKE zum Thema COVID auch Personen publizieren, die sich zuvor nicht zur Klimakrise geäußert hatten, wie der britische Pharmakologe Michael Yeadon, der Corona verharmlost und die Impfungen ablehnt, ein Hinweis auf die Strategie von EIKE: Der Verein scheine „sich über die Szene der Coronaleugner […] neue Anhänger erschließen zu wollen“.

## Veröffentlichungen
Der Verein präsentiert insbesondere auf seiner Website Artikel zu den Themen Klima und Energie. Die Beiträge stammen teilweise aus dem Netzwerk des Committee for a Constructive Tomorrow (CFACT) und sind aus dem Englischen übersetzt. Neben einer Reihe von Stammautoren wurden auch Texte anderer Autoren wie des Kulturwissenschaftler Benny Peiser, der Journalisten Michael Miersch, Dirk Maxeiner und Lawrence Solomon, des Verschwörungstheoretikers Gerhard Wisnewski oder des Physikers und Lobbyisten Fred Singer publiziert oder aus anderen Quellen übernommen.
Eine systematische Auswertung der Blog-Beiträge auf der EIKE-Website im Zeitraum 2008–2016 ergab, dass der Verein im Vergleich zu drei anderen Organisationen der organisierten Klimaleugnung besonders häufig Gegenbehauptungen zu naturwissenschaftlichen Themen aufstellte, darunter die, dass es keine globale Erwärmung gebe und dass CO2 so gut wie keinen Effekt auf das Klima habe. Auch Attacken auf den Weltklimarat und das Potsdam Institut für Klimafolgenforschung kamen häufig vor. Relativ oft waren auf der Website Vorwürfe in Richtung von Journalisten zu finden, dass sie einseitig berichteten. Medien seien Teil eines „öko-industriellen Komplexes“.
In einem Vergleich der Veröffentlichungsaktivitäten acht europäischer Organisationen, die der gegen Klimaschutzpolitik gerichteten Bewegung angehören, wies EIKE im Analysezeitraum 1994–2018 außergewöhnlich viele Veröffentlichungen auf, fast drei Viertel aller gefundenen Texte zum Thema Klimawandel, die die Organisationen insgesamt veröffentlicht hatten, stammten von EIKE. Im Vergleich zu den anderen Organisationen bestritt EIKE die Existenz des Klimawandels am häufigsten und griff besonders häufig in allgemeiner Weise die Verbreitung wissenschaftliche Aussagen an (zu diesen Angriffen zählten die Autoren des Vergleichs Alarmismusvorwürfe, generelle Behauptungen über die Unzulänglichkeit von Klimamodellen, Vorwürfe der Datenfälschung und Ähnliches). Bemerkenswert hoch mit fast 50 % war auch die Zahl der Texte, die zwar eine globale Erwärmung einräumten, aber die anthropogenen Ursachen der Erwärmung bestritten. Die Texte von EIKE fielen in der Analyse durch ihre besonders aggressive Sprache auf.
Im März 2016 fiel EIKE e. V. auf einen Artikel einer englischsprachigen Satire-Website herein, übersetzte diesen ins Deutsche und publizierte ihn auf der Vereinswebsite. Der Artikel behauptete, dass Edward Snowden im Besitz von Dokumenten sei, nach denen die CIA den Klimawandel erfunden hätte. EIKE e. V. räumte ein, die Inhalte ungeprüft übernommen zu haben, und nahm die Meldung wieder von der Website.
EIKE e. V. wirbt auf seiner Website mit vermeintlich wissenschaftlichen Arbeiten verfasst von Vereinsmitgliedern. Der Verein behauptet, dass diese Publikationen, wie in der Wissenschaft üblich, durch externe Wissenschaftler geprüft worden wären, und bezeichnet diese Arbeiten folglich explizit als peer-reviewed. Bei einigen dieser Publikationen wurde jedoch nachgewiesen, dass diese durch unwissenschaftliche Raubjournale publiziert wurden. Unter anderem veröffentlichte Horst-Joachim Lüdecke, Pressesprecher von EIKE, 2016 eine Arbeit in der Fake-Zeitschrift „Journal of Geography, Environment and Earth Science International“. 2018 gelang es Journalisten der Süddeutschen Zeitung, die die Qualität dieser Zeitschrift sowie ihres Begutachtungsprozesses untersuchten, in ihr einen von einem Computerprogramm geschriebenen Unsinns-Aufsatz zu platzieren. Die angeblichen Gutachter (Reviewer) des Journals hätten nur wenige Änderungen vorgeschlagen, dann den Aufsatz akzeptiert. Sowohl der Verlag als auch Lüdecke bestreiten, dass es sich bei der Zeitschrift um ein Fake-Journal handele. Lüdecke betont, das Peer-Review sei „sehr ordentlich“ gewesen, und hob auch den Umgang als „ungewöhnlich höflich, fair, sachlich und nett“ hervor. Jochem Marotzke, Direktor am Max-Planck-Institut für Meteorologie, hingegen erklärte, alleine schon „[e]ine solche Arbeit in diesem Journal zu veröffentlichen, würde für jeden Wissenschaftler einen Bann durch das Max-Planck-Institut bedeuten“. Speziell nach dem Lüdecke-Paper gefragt, erklärte er, sie genüge nicht „den allerniedrigsten wissenschaftlichen Standards“.

## Rezeption
Die Kommunikationsstrategien und das Netzwerk von „klimaskeptischen“ Gruppierungen wie EIKE e. V. sind Gegenstand der wissenschaftlichen Forschung. In der Fachwelt wird EIKE e. V. sowohl als Desinformation betreibende Frontorganisation betrachtet, die unter irreführendem Namen ihre Lobbyarbeit betreibt, als auch als Klimaleugnergruppe, die gezielt Wissenschaftlichkeit nachahmt. EIKE wird in diesem Zusammenhang mit Organisationen wie Friends of Science und Lavoisier Group, die vor allem im angelsächsischen Sprachraum aktiv sind, in eine Traditionslinie mit zahlreichen PR-Agenturen der Tabakindustrie gestellt, die über Jahrzehnte den wissenschaftlichen Konsens über die gesundheitlichen Gefahren des Tabakrauchs infrage stellten. EIKE wird vorgeworfen, das „Sammelbecken für Leugner des menschen-gemachten Klimawandels“ zu sein und „den systematischen Angriff auf die Befunde der etablierten Klimawissenschaft“ zu betreiben. Zudem wird EIKE als die Organisation beschrieben, die „seit Jahren die kleine Szene der Klimawandelleugner [in Deutschland] organisiert“. Die Politikwissenschaftlerin Miranda Schreurs nennt EIKE eine „klimawandelleugnende Lobbyorganisation […] die trotz ihres Namens über ein Postfach aber kein Büro verfügt, keine Forschung betreibt und nur wenige Dutzend Mitglieder hat“. Sebastian Haupt beschreibt EIKE als „ein Lobbyverein und keine Forschungseinrichtung, wie der Name nahelegt“, der in Deutschland „die wohl wichtigste und medienwirksamste Verbindung organisierter Skeptiker beziehungsweise Klimawissenschaftsleugner“ darstelle. Eine 2022 publizierte Studie hält fest, dass EIKE sowohl eine „Hochburg der Klimaschutzverhinderung in Deutschland“ sei als auch einen „harten Kern der Klimawandelleugnung in Deutschland“ repräsentiere, der es trotz seiner geringen Popularität in den Medien über seine Verbindungen zur AfD schaffe, seine Ansichten zum Klimawandel in Minderheitenströmungen der politischen Landschaft einfließen zu lassen.
Die Behauptungen des Vereins werden von Wissenschaftlern wie Jörg Matschullat als Falschaussagen gesehen. Laut Stefan Rahmstorf sind es meist „Bauernfängerargumente“, die für Laien plausibel klingen sollen, während Fachleute über sie „bestenfalls schmunzeln“ würden. Matschullat verweist darauf, dass die verantwortlichen Personen des Vereins „keinerlei eigenen Bezug zur Klimaforschung“ hätten. Manfred Fischedick erklärte, EIKE sei beim Klimawandel-Diskurs nicht relevant und „wissenschaftlich nicht ernst zu nehmen“. Michael Brüggemann charakterisiert die Vorgehensweise von EIKE als gezielte Nachahmung wissenschaftlicher Prozesse und verweist in diesem Zusammenhang auf die Organisation von Konferenzen, das Publizieren von Büchern sowie das Bereitstellen von alternativen „Experten“. Für den Physiker Lars Jaeger ist EIKE „kein wissenschaftliches Institut, sondern ein politischer Verein mit engen inhaltlichen und personellen Verbindungen zur AfD“, in dem sich oft bereits im Ruhestand befindliche „Natur-, Geistes- und Wirtschaftswissenschaftler“ sammelten, die nie in der Klimatologie gearbeitet hätten. Hinzu kämen „Ingenieure, Publizisten und Politiker“, die auch nicht „vor kruden Verschwörungstheorien und absurden Postulaten“ zurückschreckten. Wolfgang Schweiger, Kommunikationswissenschaftler an der Universität Hohenheim, bezeichnet EIKE in einer Publikation über Desinformation in sozialen Medien als eine „Einrichtung“, die den Klimawandel „mit fragwürdigen Studien und gefälschten Daten leugnet“. Der Deutsche Wetterdienst (DWD) kritisierte, dass EIKE Daten des DWD nutze, um „über den DWD eine gewisse Authentizität der Aussagen herzustellen“, diese dann aber so selektiv oder irreführend wiedergebe, dass sie die von EIKE beabsichtigten Aussagen zeigten. Zur selben Schlussfolgerung kam auch ein Mitarbeiter des Max-Planck-Instituts für Meteorologie.
Auf die von Gründungsmitglied E.G. Beck vertretenen Argumente reagierten einige Klimaforscher mit einer kritischen Stellungnahme. Bei einem Besuch von Vertretern von EIKE beim Potsdam-Institut für Klimafolgenforschung im April 2011 nahm dessen Direktor, Hans Joachim Schellnhuber, zu den klimaskeptischen Positionen von EIKE Stellung und widersprach anhand von Fachliteraturquellen den vorgebrachten Argumenten in sieben Themengebieten. Die Universität Heidelberg schreibt in einer Presseerklärung, dass EIKE e. V. die Öffentlichkeit in der Debatte um den Klimawandel immer wieder durch extreme und sachlich unhaltbare Standpunkte in die Irre führe. Die Argumente von Seiten des Vereins würden auch physikalischen Gesetzmäßigkeiten widersprechen.
Der Klimatologe Hans von Storch, der zwei Tagungen der Klimaskeptiker-Szene in Deutschland besuchte, kommentierte die Veranstaltungen mit den Worten: „Das Niveau war größtenteils katastrophal“ und „Ein wirkliches Interesse an einer Diskussion war nicht zu erkennen“. Patrick Illinger, Leiter des Ressorts „Wissen“ der Süddeutschen Zeitung, schrieb über die Ende 2011 gemeinsam von EIKE und dem „Berlin Manhattan Institute“ veranstaltete „4. Internationale Konferenz über Klima und Energie“: Auf dieser Veranstaltung gehe „es nicht um Skepsis, hier geht es um knallhartes Leugnen, um das kategorische Verneinen jeder wissenschaftlichen Erkenntnis, die menschengemachtes Treibhausgas mit der globalen Erwärmung in Zusammenhang bringt. Auch ist spürbar viel Wut im Spiel. Wut auf den Weltklimarat, auf Al Gore, auf die Politik und besonders auf die willfährigen Medien.“ Es solle „[n]icht weniger als eine weltumspannende Verschwörung […] enthüllt werden. Den Klimawandel gilt es als riesige Lüge zu entlarven, eine drohende grün-sozialistische Weltdiktatur abzuwenden und die Menschheit von den düsteren Szenarien des Weltklimarats IPCC zu erlösen. Wer dieses Ansinnen teilt, darf hier vortragen. Offenbar ohne Rücksicht auf wissenschaftlichen Gehalt.“ Laut Spiegel Online scheint EIKE „nur simple Propaganda am Fließband zu produzieren“. Susanne Götze und Annika Joeres wiesen darauf hin, dass auf der EIKE-Webseite Klimaschützer als „grüne Khmer“ bezeichnet werden, was auf das totalitäre Regime in Kambodscha unter Führung von Pol Pot in den 1970er Jahren anspielt.
Der Verein wurde von verschiedenen Seiten des Lobbyismus bezichtigt. So beschreibt etwa die Online-Ausgabe der Frankfurter Rundschau ihn als Speerspitze des klimaskeptischen Lobbyismus in Deutschland, während die Vereinsmitglieder in einem Artikel der Welt als Klima-Revisionisten bezeichnet werden. Nach einem Artikel der Wochenzeitung Die Zeit sind das Committee for a Constructive Tomorrow (CFACT) und das Heartland Institute Teil eines „von der Industrie finanzierten Komplexes von Verbänden und Instituten, der rund um Washington gewachsen ist“. Es handle sich dabei um „bezahlte Experten, die den Interessen ihrer Auftraggeber dienen“. Außerdem gebe es weitere Organisationen, wie das American Enterprise Institute, das Marshall Institute, das Frontiers of Freedom Institute oder das Independent Institute, welche mit denselben Methoden operieren. Dabei weist Die Zeit auf personelle, inhaltliche und methodische Verflechtungen zwischen EIKE e. V. und den genannten Organisationen hin.
Im Zusammenhang mit den engen inhaltlichen und personellen Verbindungen zwischen AfD und EIKE weist der Klimawissenschaftler Stefan Rahmstorf darauf hin, dass die AfD im Bundestagswahlkampf „uralte Argumente von Exxon Mobile aus den 80er Jahren recycelt“ habe, die längst widerlegt seien.
Nicole Weinhold, Chefredakteurin der Fachzeitschrift „Erneuerbare Energien. Das Magazin“, charakterisierte EIKE als eine „mit dem seriösen Namen Europäisches Institut für Klima und Energie (Eike) ausgestattete Vereinigung von AfD-Mitgliedern, Klimaleugnern und Windkraft-Hassern“ und warnte in diesem Zusammenhang vor den negativen Folgen, die das Anführen von Fake-Studien mit unsinnigen Ergebnissen auf die Gesellschaft hätte.